# کالدونین مک‌برین
کالدونین مک‌برین (گیلی اسکاتلندی: Caledonian Mac a' Bhriuthainn) شرکت کشتیرانی اسکاتلندی است، که در سال ۱۸۵۱ تأسیس شد.